# Koszecz Kristóf
Koszecz Kristóf (Békéscsaba, 1996. június 10. –) magyar labdarúgó, jelenleg a Békéscsaba 1912 Előre játékosa.